# Божество

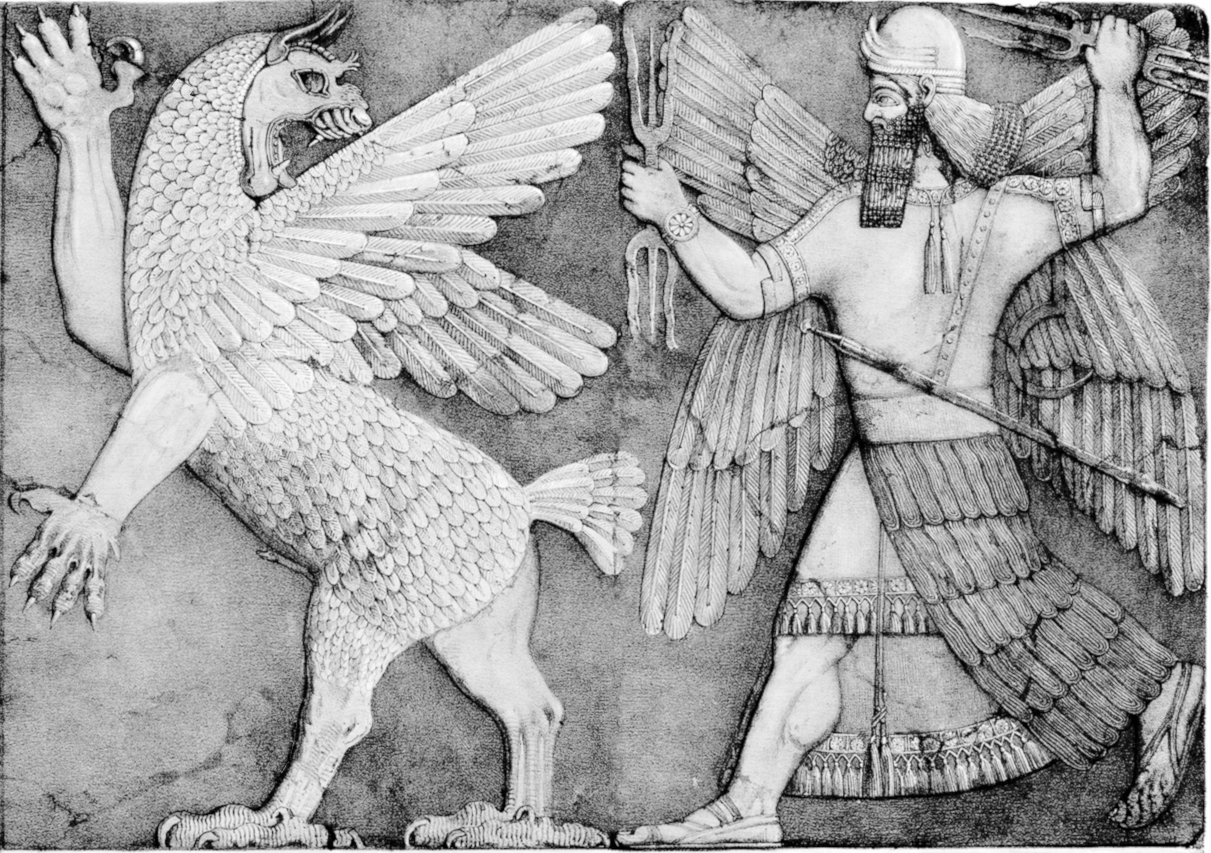
Битва бога Нинурты (справа) с Анзу (слева). Прорисовка ассирийского барельефа из храма Нинурты в Нимруде, 865—860 годы до н. э.

Божество́ — мифологический персонаж высшей мифологии, могущественное, высшее сверхъестественное существо; обладает способностями большими, чем у обычных людей, но взаимодействует с людьми, в положительном или негативном ключе, выводя их на новые уровни сознания за рамками обычной жизни; что-либо иное, почитаемое как божественное; термин относится к таким понятиям как Бог, боги, богини.
Боги в качестве могущественных сверхъестественных существ являются основными персонажами большинства мифов в рамках развитых мифологий. В архаических мифологических традициях образы богов выражены слабо или вовсе отсутствуют. В политеистических религиях присутствует вера во многих богов, в монотеистических — в единого Бога. Генотеизм, разделяя представления о множественности богов, в то же время утверждает главенствующее положение некоторого одного божественного начала. В рамках монолатрии представление о существовании многих богов сочетается с постоянным поклонением одному божеству.

## Этимология
Классическая античная литература в повествованиях о языческих богах или о некотором божестве, обычно употребляется слово θεῖον. Этим же словом чаще всего пользовались ранние отцы и учители Церкви (Иустин Философ, Климент Александрийский). Слово θεότης получило широкое распространение начиная с отцов каппадокийцев и, обычно применяется по отношению к христианскому Богу. В том же значении используется слово θειότης, встречающееся в патристической литературе, однако, намного реже. Григорий Нисский предположил, что слово θεότης произошло от слова «зрение» (ἐκ τῆς θέας), что означает «наделение Бога в первую очередь зрительной, созерцательной способностью».
Термин отсутствует в масоретском тексте, в Септуагинте и в церковнославянском переводе Ветхого Завета; имеется в Синодальном переводе того же текста. Появляется в Новом Завете применительно к Единому Богу (греч. θεῖον, θεότης) и к языческим богам (δαιμονίων).
«Божество» произведено от «бог», общеславянского слова, которое восходит к праслав. *bogъ. Славянские языки не обнаруживают достоверных следов индоевропейского наименования бога, верховного божества (*dyḗus) и с древнейших времён используют для этой цели особое слово *bogъ, с одной стороны, близкое по форме и инновационному значению др.-перс. bаga- (ср. авест. bаga, 'господь', 'бог', др.-инд. Бхага и др.; в первоначальном значении — удача, доля, счастье), а с другой стороны, так же тесно связано с древней производной лексикой, обнаруживающей исходное значение 'богатство' — *bogatъ, *ubogъ, а через её посредство — с индоевропейского лексикой, имеющей значение 'доля', 'делить', 'получать долю', 'наделять'. По причине этой сложности различных связей предлагается две версии — исконного происхождения и заимствования из иранских языков. В частности, лингвист Макс Фасмер не считал гипотезу о заимствовании убедительной.
Согласно В. В. Иванову и В. Н. Топорову, богом в славянской мифологии называлось божество и доля, счастье, которое божество может дать человеку (слово родственно названию богатства и др.); противопоставлялся небогу, обездоленному. Бог выступал в качестве второй части многих славянских имён богов: Белобог, Чернобог, Дажьбог, Стрибог. Н. И. Толстой также писал, что первоначально слово бог было связано с представлениями о благе, богатстве, о персонаже, который наделяет благом, богатством.

## Высшая мифология
Под божествами обычно понимаются мифологические персонажи высшей мифологии, в отличие от мифологических существ низшей мифологии — демонов и духов. Божества действуют преимущественно в мифическое время первотворения, тогда как персонажи низшей мифологии вмешиваются в жизнь людей, встречаются с ними, превращаются в них, поэтому во многих мифологиях они имеют преобладающее значение по сравнению с персонажами, наделёнными божественном статусом. Многие персонажи низшей мифологии связываются с шаманским культом; в регионах, где присутствует развитый шаманизм, включая Сибирь и Южную Азию, персонажи низшей мифологии, связанные с шаманским культом, часто в иерархическом плане подчинены высшим божествам, с которыми также ведёт общение шаман. В ритуальном плане сфера низшей мифологии связана с такими явлениями, как суеверия, колдовские и магические обычаи и обряды, а божества пантеона соответствуют общеплеменному или общегосударственному культу.
В мифологических представлениях политеизма различий между людьми и богами существенно меньше, чем в представлениях современных монотеистических религий. В политеизме божества не считались всеведущими или всемогущими и редко понимались как неизменные или вечные.

## Развитие представлений
Различные образы бога в рамках развитых религиозно-мифологических традиций характеризуются как комплексные по составу элементов, однако нередко они имеют глубокие исторические истоки. Архаические мифологии в основном содержат представления о духах, демонах и др.; в них нет четких представлений о боге, но присутствует ряд элементов его образа. Одним из самых архаичных источников образа божества являются представления о культурном герое. Этот тип мифологического персонажа и более поздний образ демиурга связаны с актами творения или устроения мира, хотя бы и на элементарном уровне. Позднейших богов также нередко представляли как «делателей», хотя, по этнографическим данным, данный компонент образа бога иногда несёт второстепенное значение. Так, в мифологии ительменов дух-ворон Кутх, творец и устроитель мира, не только не почитается, но подвергается поношению и насмешкам, потому что он очень плохо устроил землю, создав такие вещи, как горы, тайга, пропасти, вулканы. В ряде мифологических традиций считается, что бог-творец потерял интерес к созданному им миру, из-за чего молить его о чём-либо не имеет смысла. Так, многие африканские мифологии содержат образы «праздных богов». У бога-творца нет заметной роли в индейских мифологиях, либо такой персонаж отсутствует совсем.
Другим источником образов боге были представления о духе-учредителе и покровителе возрастных инициаций. От имени этого персонажа инициированным сообщались социальные нормы. Этот персонаж имел важнейшее религиозно-идеологическое значение верховного охранителя морали, а затем стал основой более комплексного образа племенного бога. В наиболее архаичных образах богов натурмифологические элементы — олицетворения природных объектов и явлений, таких как небо, солнце, луна, гроза и др. — первоначально не имели существенного значения. Если в архаических традициях есть образы богов, имеющие натурмифологическое происхождение, они, как правило, олицетворяют грозные и опасные по отношению к человеку явления природы. Олицетворение природных сил дополняется страхом перед грозной стихией или хозяйственным интересом. Так, в андаманских мифологических традициях Пулугу (Билику) олицетворяет разрушительные силы сезонного муссона. Буга тунгусо-маньчжурской мифологии представлен покровителем охоты, хозяином зверей и др.
В большей или меньшей мере сформировавшийся образ бога присутствует в государственных обществах. Наиболее ранним типом является племенной бог, отразивший племенную интеграцию. Это в первую очередь бог-воитель, именем которого племенем ведётся борьба с другими племенами или их объединение. Персонаж характерен для воинственных племен: бог-воитель Нгаи в мифологии масаев, Тандо в традициях ашанти, Нденгеи в мифах жителей островов Фиджи, на которых племенем мбау была подчинена большая часть других племён. В мифологиях Центральной Америки воинственные божества, такие как Уицилопочтли, Тескатлипока, Ицамна, Кукулькан, предположительно, восходят к племенным богами.
Имена многих кельтских богов являются этнонимическими, связанными с наименованиями племён: Аллоброкс — бог племени с названием аллоброги, Арамо соответствует племени арамиков, Арвернорикс — арвернам, Бриксантос — бриксантам, богиня Дексива — дексиватам, Воконтия — воконтиям и др. Если племя завоевателей формирует вокруг себя союз племён, который развивается в государство, боги разных племён объединяются, образуя политеистическую систему, а бог завоевателей ставится во главе этой совокупности. Большинство из многочисленных древнеегипетских богов происходят от местных номовых божеств; они сохраняли связь с локацией их происхождения. Главой пантеона считался по очереди бог, связанный с преобладающи номом — Ра, Амон (Амон-Ра), Гор. Шумеро-вавилонский пантеон возглавлялся вначале шумерским Энлилем, позднее вавилонским Мардуком. Древнеиндийский пантеон, предположительно, также преимущественно сформировался племенными богами; во всяком случае, вначале его возглавил воитель Индра. Более сложной считается схема создания совокупности античных греческих богов, собранных из крито-микенской, малоазиатской, эллинской и др. традиций. Могут быть прослежены местные племенные истоки ряда греческих богов, включая эпидаврского Асклепия, микенскую Геру, аркадскую Артемиду, аттическую Афину и др. То же относится и к некоторым римским богам: сабинскому Квирину, арицийской Диане, этрусским Меркурию, Минерве, Юноне, возможно, Юпитеру. Происходят и изменения в функциях богов, включая появление таких, как защита неприкосновенности государства, в том числе от внешнего врага, поддержка внутреннего строя, освящение власти правителя, понимаемого в качестве любимого сына бога или главного бога, помазанник бога. В новых представлениях происходит выстраивание связей между богами, родственных, генеалогических, иерархических; распределение функций бога по профессиональному принципу, впрочем, нечётко.
Стихийным путём появлялись новые образы богов, включая страдающих и гибнущих — земледельческих божеств, олицетворений жизни растений. На умирающего и воскресающего бога возлагались надежды обездоленного населения, воспринимавшего его как спасателя. Страдающие боги-спасатели включали египетского Осириса, вавилонского Таммуза (Думузи), сирийского Адониса, фригийского Аттиса, в некотором смысле фригийско-фракийского Диониса.

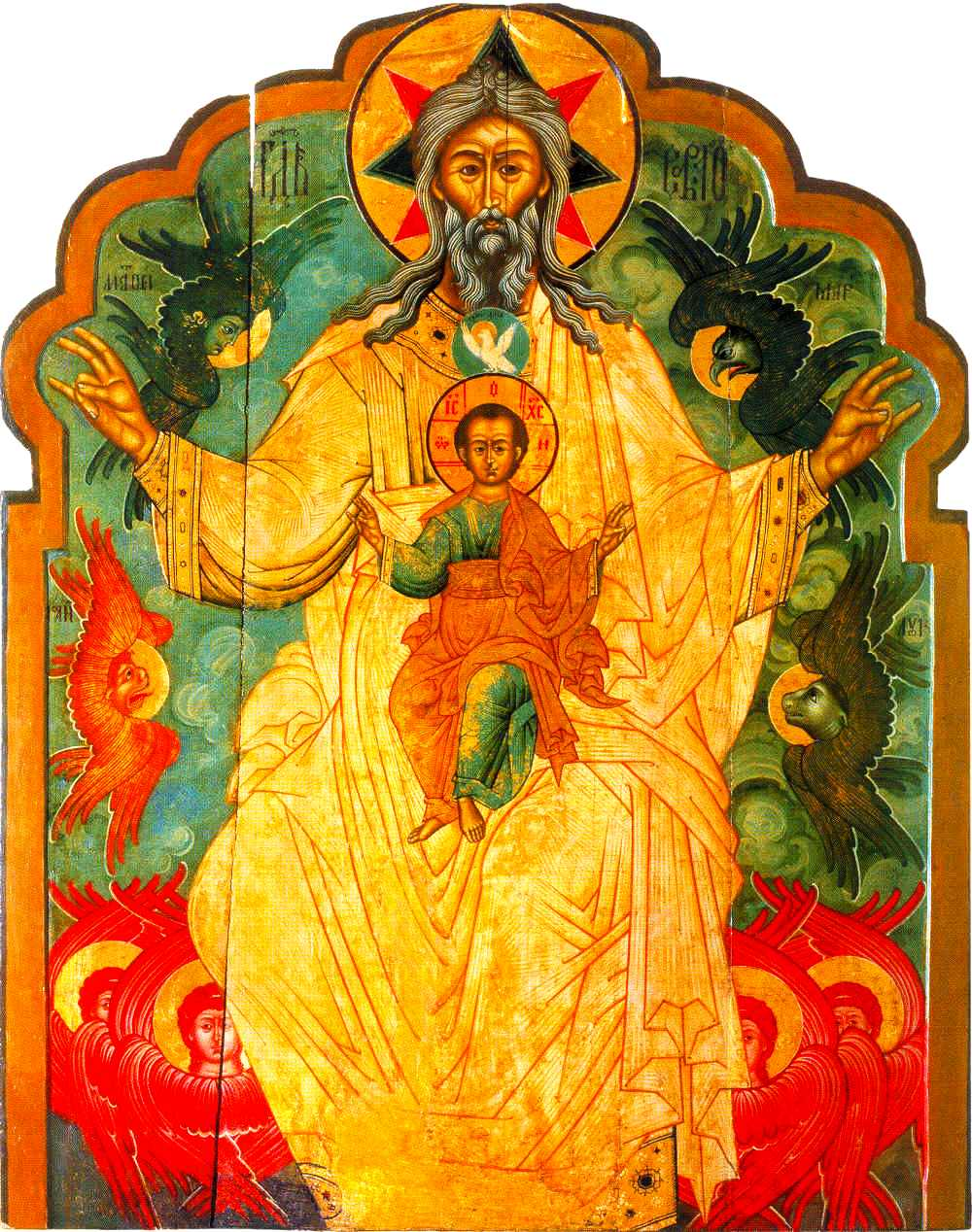
Отечество, икона Троицы, XVII век

Пантеоны в древних государствах формировались в связи с конкретными историческими условиями. Политеизм представляет собой наиболее обычную, почти повсеместно засвидетельствованную форму религиозно-мифологической системы, которая соответствовала структуре древних государств. Во всех таких системах выделялось главное божество, включая греческого Зевса, вавилонского Мардука, Брахму в брахманизме и индуизме, японскую Аматэрасу. Однако это главенство обычно не означало подавления остальных образов богов. Монотеизм сделал веру в единого Бога своим главным догматом. Христианский монотеизм, в отличие от иудейского и исламского, имеет компромиссную форму: единый Бог понимается как святая Троица, в трёх лицах (ипостасях).

## Изучение
Вопрос происхождения представлений о Боге является предметом дискуссий. Влияние богословской позиции о внушении образа Бога первым людям прямо через божественное откровение наблюдается в ряде научных направлений, включая концепцию «прамонотеизма», в основном характерной для католической венской школы этнологии, которую возглавлял Вильгельм Шмидт и согласно которой в верованиях даже самых «отсталых» народов имеется древний образ верховного небесного существа.
Мифологическая школа, представленная такими авторами как Якоб Гримм, Макс Мюллер и др., рассматривала богов в качестве олицетворений природных сил, в основном небесных тел и явлений, включая небо, грозу, солнце, луну и др. Согласно этим авторам, непонимание человеком древности причин, по которым двигаются светила, меняется погода и т. п. и объяснение этого через действия сверхъестественных существ породило образы могущественных божеств явлений и стихий, таких как небо, солнце, гроза и др., ставших объектами поклонения, которых необходимо умилостивить и задабривать. С течением это возвышенно-мифологическое видение меняется, небесные боги «спустились» на землю, стали представляться в человеческих или животных эпических и сказочных образах. Концепция мифологической школы потеряла влияние по мере накопления с 1870-х годов этнографических материалов, согласно которым многие архаичные мифологические традиции включают существенно более древние элементы, чем астральная индоевропейская мифология.
Эволюционная школа истории культуры, представленная такими исследователями, как Эдуард Тайлор, Джон Леббок, Юлиус Липперт и др., считала, что появление представлений о великих небесных богах и монотеистические верования являются позднейшим этапом развития религиозно-мифологической сферы. Направлением этой концепции была теория «манизма» Герберта Спенсера, в которой возникновение понятия Бога связывалось с культом предков; бог, по этой версии был обобщённым предком. Многие представители эволюционистского направления обращались к эвгемеристическому толкованию мифов — боги являются реальными людьми-предками. Другая точка зрения принадлежит Джеймсу Фрэзеру, предполагавшему, что представления о Боге возникли в результате того, что люди разуверились в своих способностях магическим путём влиять на мир и стали считать, что есть высшие существа, которые управляют миром. Близкой является позиция немецкого этнографа К. Пройса, согласно которому Бог представляет собой «олицетворённые колдовские акты», «действующие субстанции», «стягивающие к себе волшебные действия многих других субстанций». Другую схожую теорию сформулировал немецкий учёный Герман Узенер, исходивший преимущественно из древнеримских имён богов и считавший, что древним человеком, страшившимся всего неизвестного, были олицетворены и обожествлены каждое в отдельности действие и явление окружающего мира, в результате чего сформировалось вначале представления о «мгновенных» богах, позднее — о видовых, или «особых», чьи имена имели значения только простых эпитетов; позднее люди забыли значения эпитетов, ставших собственными именами богов, в итоге возникли образы великих божеств Античности.
В рамках фрейдизма образ Бога понимается в качестве сублимата подавленного образа отца: «каждый создаёт бога по образу своего отца», а образ богини-матери — сублимата образа матери. Представители французской социологической школы, основателем которой был Эмиль Дюркгейм, отвечали на вопрос происхождения образа Бога, опираясь на социальную психологию. Дюркгейм понимал Бога как олицетворение социальных сил, которые воздействуют на человека, но остаются непонятными для него, в результате каждая форма общества создаёт собственные представления о Боге.